# Oxytropis pilosa
Oxytropis pilosa es una de planta  perteneciente a la familia Fabaceae.

## Descripción
Tallos de hasta 5 cm. Hojas pinnadas con 9-13 pares de folíolos oblongos a lineal-oblongos, pelos adpresos y pecíolos con pelos extendidos; estípulas no fusionadas. Flores amarillo pálido, pelosas, en inflorescencias oblongas; pétalos de 1,2-1,4 cm. Vaina de 1,5-2 cm, ovoide a estrechamente cilíndria con densos pelos. Florece a final de primavera y en verano.

## Hábitat
Rocas, areniscas.

## Distribución
Francia, Alemania, Suecia, Austria, Bulgaria, República Checa, Eslovaquia, Suiza, Hungría, Italia, antigua Yugoslavia, Polonia, Rumanía y Rusia.